# Dicallaneura sigala
Dicallaneura sigala är en fjärilsart som beskrevs av Hans Fruhstorfer 1914. Dicallaneura sigala ingår i släktet Dicallaneura och familjen Riodinidae. Inga underarter finns listade i Catalogue of Life.